# Bergvallův systém
Bergvallův systém byl používán na olympiádách v letech 1912 až 1924 pro turnaje ve fotbalu, vodním pólu, ledním hokeji a přetahování lanem. Vymyslel ho Erik Bergvall, švédský vodní pólista, sportovní reportér a ředitel olympijského stadionu ve Stockholmu. Vycházel z postřehu, že tradiční vyřazovací systém poškozuje tým, který je vylosován v prvním kole proti pozdějšímu vítězi. Po první porážce v soutěži hned skončí, i když vlastně může být lepší než poražený finalista. Proto se v Bergvallově systému hrálo způsobem k. o. jen o první místo; pak spolu o stříbro hráli všichni, kteří vypadli s celkovým vítězem. Pokud druhé místo uhájil finalista, následovala opět utkání o bronz mezi těmi, které v jednotlivých kolech vyřadil. Týmy, jejichž přemožitel v další zápase prohrál, už ale neměly šanci na reparát, stejně jako v dosavadním pavouku. 
Bergvallův systém byl ze sportovního hlediska spravedlivější než ten vyřazovací, měl však dvě praktické nevýhody: 1. o tom nejdůležitějším, tedy celkovém prvenství, se rozhodlo už v polovině turnaje a dál se hrály jen méně atraktivní zápasy o dílčí umístění; 2. vyřazené týmy musely čekat v dějišti soutěže na výsledky ostatních a nevěděly, jestli vůbec dostanou možnost zasáhnout do dalších bojů. Proto se od Bergvallova systému v kolektivních sportech nakonec upustilo, některé jeho prvky však převzal systém oprav v zápase a judu.

## Příklad
- Lední hokej na Letních olympijských hrách 1920: Čechoslováci přes vysoké porážky s Kanadou a USA získali bronz po vítězství nad poraženými finalisty ze Švédska